# Цикламеновая майка

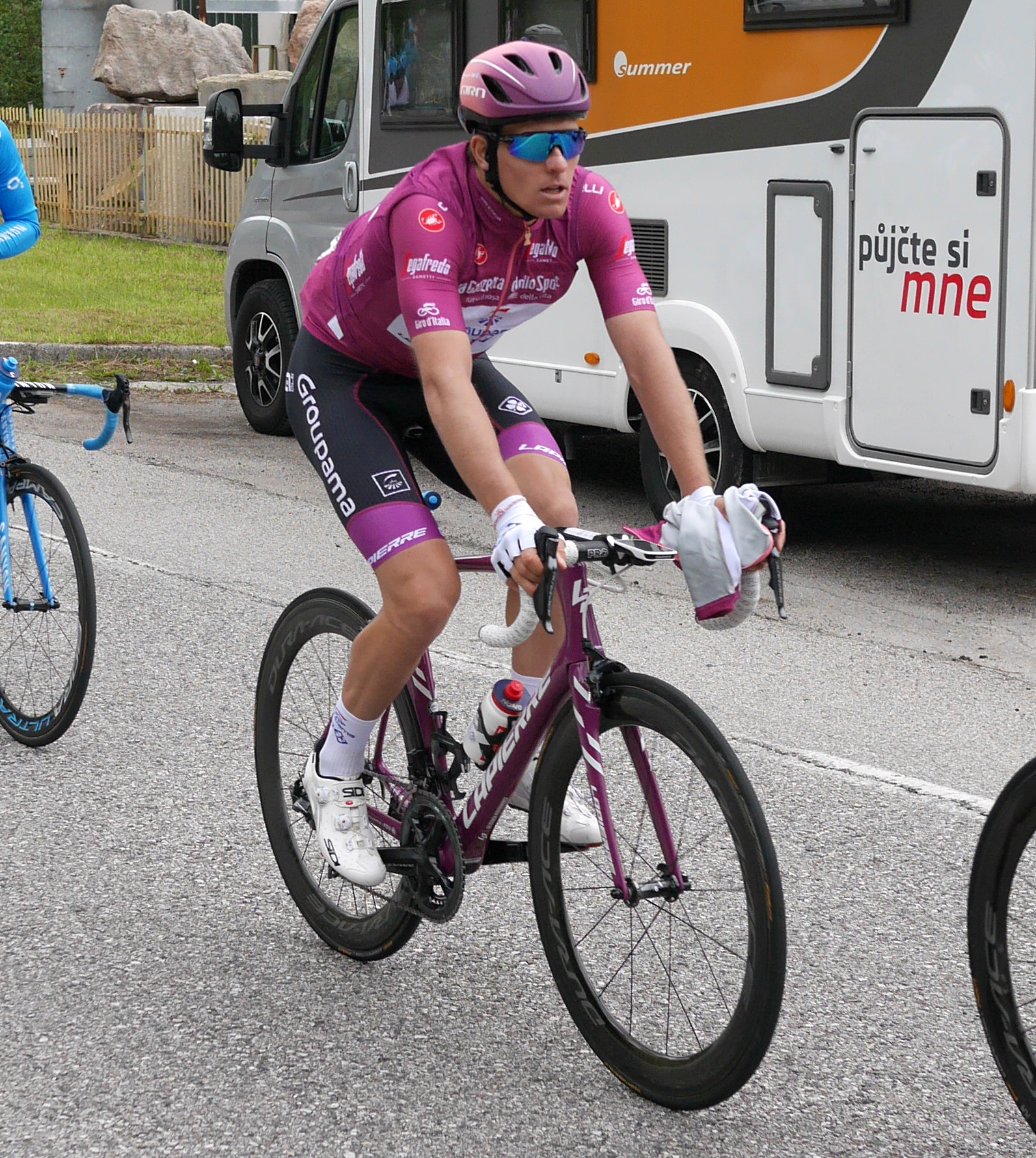
Арно Демар в цикламеновой майке на Джиро д’Италия 2019

Цикламеновая майка (итал. Maglia ciclamino, с итал. — «малиново-фиолетовая майка») — это майка, которую носит лидер одной из второстепенных классификаций некоторых шоссейных велогонок.
Наиболее известной является майка Джиро д’Италия, введенная в 1970 году, которую носит лидер очковой классификации. С 2011 года в женской версии итальянской гонки, Джиро д’Италия Донне, лидер очковой классификации также носит майку этого цвета.
В 2012 году на Джиро д’Италия лидер очковой классификации награждался жёлтой майкой.
С 2017 года лидер женской классификации Мирового тура также носит майку схожего с цикламеном цвета — фуксии.

## История
Классификация по очкам в истории Джиро д’Италия предшествует классификации по времени: в первых 5 выпусках (1909—1913) победитель определялся по классификации по очкам (в то время не было отличительных маек для лидеров).
Классификация по очкам как отдельный зачёт была учреждена в 1958 году, затем был перерыв до 1966 года, а с 1967 года лидер этой классификации носит отличительную майку. В 1967, 1968 и 1969 годах эта майка была красной (спонсор Dreher), затем до 2009 года она стала цикламеновой (спонсор Termozeta). С 2010 года лидер классификации по очкам носил красную майку. С 2017 года организаторы приняли решение вновь награждать лучшего в очковой номинации цикламеновой майкой.
На первом месте по количеству побед в зачёте по очкам стоят два великих соперника 1970—1980-х годов: Франческо Мозер и Джузеппе Саронни, у которых по четыре цикламеновых майки. За ними следуют Марио Чиполлини, Роже де Вламинк и Йохан ван дер Вельде — по три. Мозер и Саронни — единственные, кто выиграл три очковые классификации подряд: Мозер в 1976—1978 годах, а Саронни — в следующих трёх (1979—1981). Доминирование этих двух спортсменов закончилось очередной победой Мозера в 1982 году и Саронни в 1983 году.
В двух случаях итальянским спортсменам удавалось побеждать в зачёте по очкам в течение восьми лет подряд. С 1976 по 1983 год, когда победителями были только Мозер и Саронни, и с 2001 по 2008 год (Массимо Штраццер, Марио Чиполлини, Джильберто Симони, Даниэле Беннати и дважды Паоло Беттини и Алессандро Петакки).
За всю историю «Джиро» итальянские спортсмены выиграли 33 из 52 классификаций по очкам. На втором месте по количеству побед — Бельгия, у которой их 5 (3 у Роже де Влаэминка и 2 у Эдди Меркса).
Спортсмен с самым большим интервалом между первой и последней победой в зачёте по очкам — Марио Чиполлини: 10 лет. Впервые Чиполлини победил в 1992 году, четыре года перерыва до второй победы (1997), затем ещё четыре года ожидания третьего успеха (2002).
В генеральной классификации и очковой классификации побеждали Джанни Мотта (1966), Эдди Меркс (1968 и 1973), Джузеппе Саронни (1979 и 1983), Джанни Буньо (1990), Тони Ромингер (1995), Джильберто Симони (2003), Данило Ди Лука (2007), Денис Меньшов (2009) и Микеле Скарпони (2011).
Самым молодым спортсменом, выигравшим классификацию по очкам, был Джузеппе Саронни в 1979 году в возрасте 21 года, а самым старшим — Марио Чиполлини в 2002 году в возрасте 35 лет.

## Классификация по очкам
- Джиро д’Италия
- Джиро д’Италия Донне
- Тиррено — Адриатико